# Euthryptus trigonalis
Euthryptus trigonalis är en skalbaggsart som beskrevs av Sharp 1902. Euthryptus trigonalis ingår i släktet Euthryptus och familjen lerstrandbaggar. Inga underarter finns listade i Catalogue of Life.